# Oron, Nigeria
Oron este un oraș din statul Akwa Ibom, Nigeria, cu codul poștal 523.